# 小浜信用金庫
小浜信用金庫（おばましんようきんこ、英語：Obama Shinkin Bank）は、福井県小浜市に本店を置く信用金庫である。略称ははましん。
若狭地方を地盤におさめる信用金庫であり、若狭町以西に店舗をもつ。若狭町以東に地盤をもつ敦賀信用金庫とは競合しないが、西部の高浜町では京都府北部を地盤とする京都北都信用金庫と競合している。

## 沿革
- 1925年（大正14年）8月 - 有限責任小浜信用組合として設立。
- 1952年（昭和27年）3月 - 信用金庫に転換、小浜信用金庫に改組。
- 2019年（令和元年）10月 - 福井信用金庫と一部システムを共有化[1]

## 営業エリア
- 福井県小浜市・若狭町・おおい町・高浜町・京都府舞鶴市

## 店舗網
2020年5月時点。詳細は公式サイトの店舗・ATMのご案内を参照。本店所在地である小浜市に4店舗を有するほか、高浜町、おおい町、若狭町にそれぞれ1店舗を開設している。また10万人規模の人口がある舞鶴市には、店舗を置いていない。
- 本店営業部 - 小浜市大手町9-20
- 駅通り支店 - 小浜市小浜酒井8-6
- 西津支店 - 小浜市湊9-50-1
- 東小浜支店 - 小浜市遠敷20-1-2
- 大飯支店 - おおい町本郷153-21-10
- 高浜支店 - 高浜町宮崎73-8
- 上中支店 - 若狭町市場21-9-3

## ATMについて

### 北陸3県信金との提携
ATMでは、北陸地方3県（富山県・石川県・福井県）内に本店を置く信用金庫（しんきん北陸トライアングルネットワークATMサービス）のカードに限ってATM利用時間内に関わらず入出金手数料が終日無料で利用できる。 また北陸三県以外の都道府県の信用金庫（しんきんATMゼロネットサービス）のカードでも平日8:45~18:00の入出金・土曜9:00~14:00の出金に限り手数料が無料で利用できる。

### 県内銀行も含めた提携(福井ふるさとネットサービス)
2007年（平成19年）4月27日、福井銀行、福邦銀行と県内5信用金庫(福井、越前、敦賀、小浜)が、同年10月をめどにして7金融機関のキャッシュカードを持つ顧客が7金融機関が設置しているCD・ATMで、残高照会と現金引出が手数料完全無料(時間外手数料・提携手数料が無料)にする方針であることを発表し、10月1日より福井ふるさとネットサービスとして実施している。また、後に福井県JAバンクも2014年（平成26年）より参加している。